# Knotszegge
Knotszegge (Carex buxbaumii, synoniem: Carex pseudobuxbaumii) is een overblijvend kruid dat behoort tot de cypergrassenfamilie (Cyperaceae). De soort staat op de Nederlandse Rode Lijst van planten als vrij zeldzaam en matig afgenomen. De soort komt van nature voor in Europa, West-Siberië en Amerika.
De plant wordt 30-70 cm hoog en heeft lange wortelstokken. De rechtopstaande stengels zijn scherp driekantig. De 2-4 mm brede, ruwe bladeren zijn grijs- of blauwgroen, hebben een iets ingerolde rand en een lange driekantige top. De bladschede en bladschijf zijn niet behaard. De grondstandige bladscheden zijn zwartrood en fijn netnervig.
Knotszegge bloeit in mei en juni. De bloeiwijze heeft een eindstandige, 1-2,5 cm lange en 0,5-1 cm brede aar met veel mannelijke aartjes onderaan, waardoor de aar na de bloei door de lege kafjes daar knotsvormig wordt. Onder deze aar zitten twee of drie aren met aartjes met vrouwelijke bloemen, waarvan de bovenste aar niet dicht tegen de eindstandige aar zit aangedrukt. Kafjes van de vrouwelijk bloemen hebben een lang uittredende middennerf.
Het kale, afgeplat-eivormige urntje is 3,5-4,5 mm lang en is niet of onduidelijk generfd. Een urntje is een soort schutblaadje dat geheel om de vruchten zit. Het vruchtbeginsel heeft drie stempels.
De vrucht is een 3-4 mm lang, onduidelijk geaderd, driekantig nootje, dat bezet is met opvallende papillen. Het zeer korte snaveltje heeft twee tanden.
De plant komt voor op natte, matig voedselrijke grond in blauwgraslanden en aan de rand van trilveen.

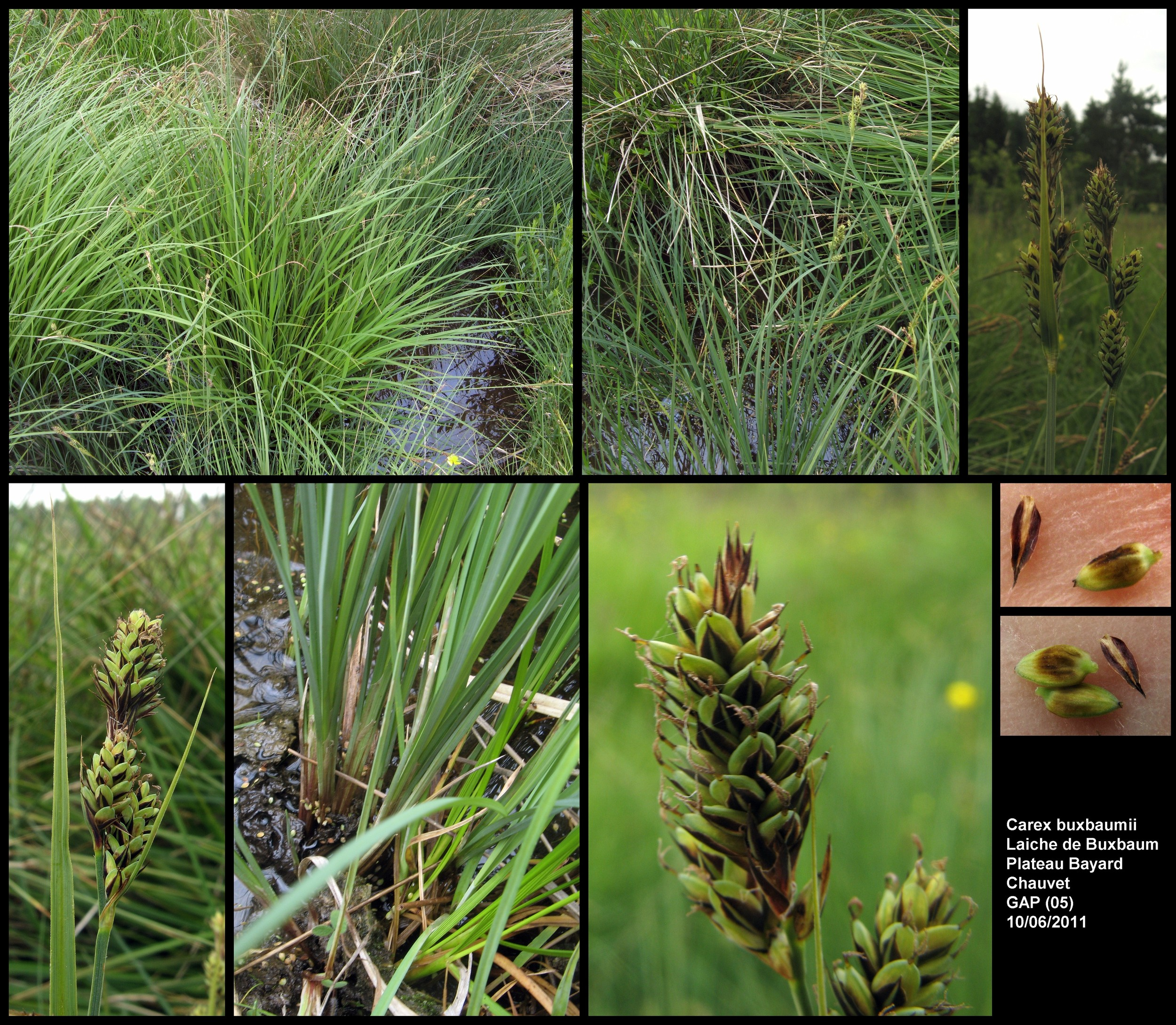
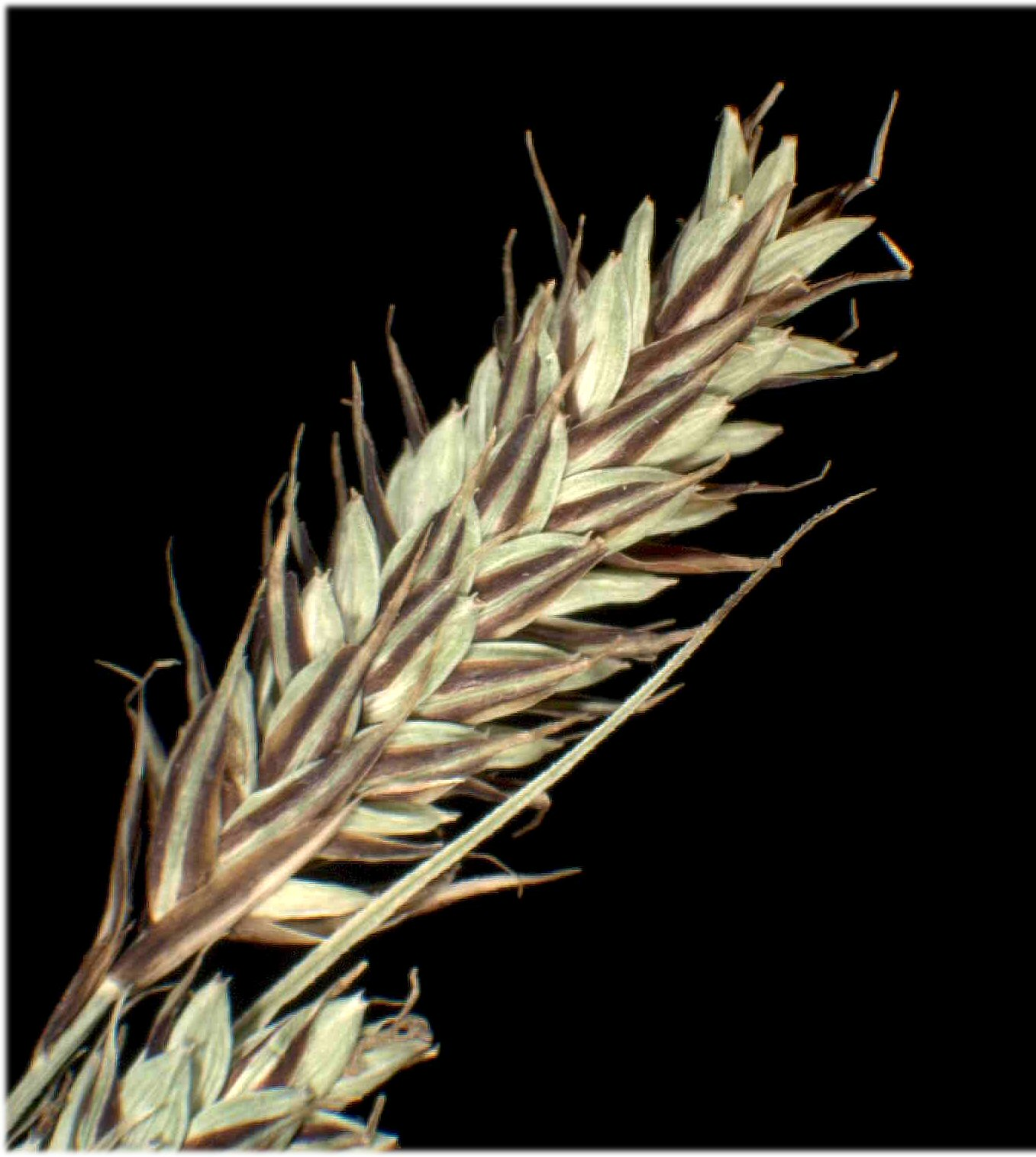
Bloeiwijze
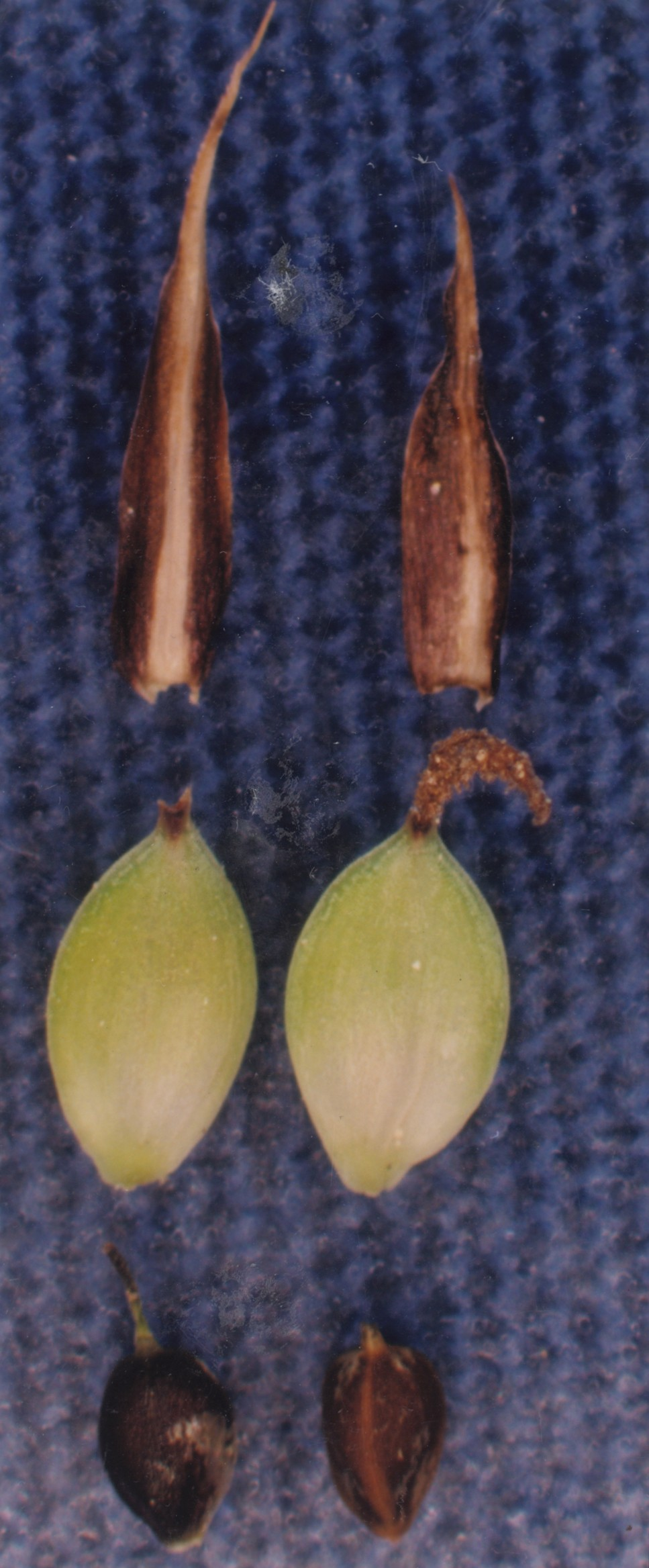
Kafjes, urntjes en nootjes